# Church Hill (Tennessee)
Church Hill – miasto w Stanach Zjednoczonych, w stanie Tennessee, w hrabstwie Hawkins.